# Reprezentacja Włoch w skokach narciarskich
Reprezentacja Włoch w skokach narciarskich – grupa skoczków narciarskich wybrana do reprezentowania Włoch w międzynarodowych zawodach przez Włoski Związek Narciarski (Federazione Italiana Sport Invernali).

## Kadra na sezon 2025/2026
Trenerem głównym kadry męskiej pozostał Jakub Jiroutek, a kobiecej – Harald Rodlauer. Powołanych zostało 7 skoczków i 8 skoczkiń.

### Mężczyźni
Kadra B
- Giovanni Bresadola
- Alex Insam

Kadra C
- Francesco Cecon

Kadra młodzieżowa
- Martin Chenetti
- Maximilian Gartner
- Min Iorio
- Martino Zambenedetti

### Kobiety
Kadra A
- Lara Malsiner
- Annika Sieff

Kadra B
- Martina Ambrosi
- Martina Zanitzer

Kadra C
- Jessica Malsiner
- Noelia Vuerich

Kadra młodzieżowa
- Erika Pinzani
- Leonie Runggaldier

## Kadra na sezon 2024/2025
Trenerem kadry męskiej pozostał Jakub Jiroutek, a stanowisko trenera kadry kobiet objął Harald Rodlauer.

### Mężczyźni
Kadra A
- Giovanni Bresadola
- Alex Insam

Kadra B
- Andrea Campregher

Kadra C
- Francesco Cecon

### Kobiety
Kadra A
- Annika Sieff

Kadra B
- Martina Ambrosi
- Jessica Malsiner
- Lara Malsiner
- Noelia Vuerich
- Martina Zanitzer

Kadra C
- Camilla Henni Comazzi

## Kadra na sezon 2023/2024
Jakub Jiroutek zastąpił swojego brata Davida na stanowisku trenera kadry męskiej. Trenerem kadry kobiet pozostał Sebastian Colloredo.

### Mężczyźni
Kadra A
- Giovanni Bresadola
- Alex Insam

Kadra B
- Francesco Cecon

Kadra C
- Andrea Campregher

Juniorzy
- Maximilian Gartner
- Martino Zambenedetti

### Kobiety
Kadra A
- Jessica Malsiner
- Lara Malsiner
- Annika Sieff

Kadra B
- Noelia Vuerich
- Martina Zanitzer

Kadra C
- Martina Ambrosi

Juniorki
- Erika Pinzani

## Kadra na sezon 2022/2023
Nowym trenerem kadry męskiej został David Jiroutek, a Sebastian Colloredo pozostał trenerem kadry kobiet.

### Mężczyźni
Kadra A
- Giovanni Bresadola

Kadra B
- Francesco Cecon
- Alex Insam

Kadra C
- Andrea Campregher

### Kobiety
Kadra A
- Jessica Malsiner
- Lara Malsiner

Kadra B
- Martina Ambrosi
- Martina Zanitzer

Kadra C
- Camilla Henni Comazzi
- Asia Marcato
- Noelia Vuerich

## Kadra na sezon 2021/2022
W kadrach znalazło się 5 mężczyzn i 6 kobiet.

### Mężczyźni
Trener główny: Andrea Morassi
Kadra A
- Giovanni Bresadola
- Alex Insam

Kadra B
- Francesco Cecon
- Mattia Galiani
- Daniel Moroder

### Kobiety
Trener główny: Sebastian Colloredo
Kadra A
- Jessica Malsiner
- Lara Malsiner

Kadra B
- Martina Ambrosi
- Camilla Henni Comazzi
- Martina Zanitzer

Kadra C
- Asia Marcato

## Kadra na sezon 2020/2021
Ogłoszono po 3 kadry męskie i kobiece. Współpracę w charakterze doradcy podjął z reprezentacją Włoch Andreas Felder.

### Mężczyźni
Trener główny: Andrea Morassi
Kadra A
- Alex Insam

Kadra B
- Giovanni Bresadola
- Francesco Cecon
- Mattia Galiani
- Daniel Moroder

Kadra młodzieżowa
- Andrea Campregher
- Davide Moreschini
- Martino Zambenedetti

### Kobiety
Trener główny: Sebastian Colloredo
Kadra A
- Lara Malsiner
- Manuela Malsiner

Kadra B
- Martina Ambrosi
- Jessica Malsiner
- Giada Tomaselli

Kadra młodzieżowa
- Noelia Vuerich

## Kadra na sezon 2019/2020
Na sezon 2019/2020 ogłoszono 4 kadry męskie oraz 3 kobiece. 

### Mężczyźni
Trener główny: Andrea Morassi
Kadra A
- Alex Insam

Kadra B
- Federico Cecon
- Daniele Varesco

Kadra młodzieżowa B
- Giovanni Bresadola
- Francesco Cecon
- Mattia Galiani
- Daniel Moroder

Kadra juniorska
- Alexander Campregher
- Alexander Cecon
- Emanuele Meneghetti
- Davide Moreschini
- Robin Runggaldier

### Kobiety
Trener główny: Janko Zwitter
Kadra A
- Lara Malsiner
- Manuela Malsiner
- Elena Runggaldier

Kadra B
- Martina Ambrosi
- Giada Tomaselli

Kadra C
- Jessica Malsiner

## Kadra na sezon 2018/2019
Na sezon 2018/2019 ogłoszono początkowo po 2 kadry męskie i kobiece, które w lipcu 2018 zostały uzupełnione o juniorów.

### Mężczyźni
Trenerzy
- Kadra A: Łukasz Kruczek (trener główny), Michael Lunardi, Andrea Morassi (asystenci)
- Kadra B: Ivan Lunardi (trener główny), Roberto Cecon (asystent)
- Kadry młodzieżowe: Ivo Pertile

Kadra A
- Davide Bresadola
- Sebastian Colloredo
- Alex Insam

Kadra B
- Federico Cecon
- Daniele Varesco

Kadra młodzieżowa B
- Giovanni Bresadola
- Francesco Cecon
- Gabriele Zambelli

Kadra młodzieżowa C
- Mattia Galiani
- Daniel Moroder

### Kobiety
Trenerzy: Janko Zwitter (trener główny), Romedius Moroder (asystent)
Kadra PŚ
- Lara Malsiner
- Manuela Malsiner

Kadra A: Elena Runggaldier
Kadra B: Martina Ambrosi
Kadra C: Jessica Malsiner

## Kadra na sezon 2017/2018
Włoska Federacja Narciarska na sezon olimpijski ogłosiła 4 kadry męskie oraz kobiece. Trenerem kadry męskiej pozostaje Łukasz Kruczek, którego umowa z Włoskim Związkiem Narciarskim obowiązywać będzie jeszcze przez rok.

### Mężczyźni

#### Kadra A
- Davide Bresadola
- Sebastian Colloredo
- Alex Insam

#### Kadra B
- Daniele Varesco

#### Kadra rezerwowa
- Federico Cecon
- Roberto Dellasega
- Zeno Di Lenardo

#### Kadra C
- Giovanni Bresadola

### Kobiety

#### Kadra A(Puchar Świata)
- Manuela Malsiner

#### Kadra A
- Lara Malsiner
- Elena Runggaldier

#### Kadra rezerwowa
- Veronica Gianmoena

#### Kadra C
- Alice Puntel

## Kadra na sezon 2016/2017

### Mężczyźni

#### Kadra A
- Sebastian Colloredo
- Alex Insam

#### Kadra B
- Davide Bresadola
- Federico Cecon
- Roberto Dellasega
- Daniele Varesco

#### Kadra C
- Zeno Di Lenardo
- Joy Senoner

#### Kadra juniorów
- Alessio Longo
- Kevin Rosenwirth
- Giovanni Bresadola
- Francesco Cecon

Sztab szkoleniowy: Łukasz Kruczek (trener główny), Roberto Cecon (trener kadry juniorów)

### Kobiety

#### Kadra narodowa
- Elena Runggaldier

#### Kadra A
- Manuela Malsiner
- Lara Malsiner

#### Kadra B
- Veronica Gianmoena

#### Kadra C
- Alice Puntel

Sztab szkoleniowy: Janko Zwitter (trener główny), Romed Moroder (asystent)

## Kadra na sezon 2015/2016
Włoska Federacja Narciarska na ten sezon ogłosiła 3 kadry męskie i 'kadrę' juniorów pod nazwą Team FuturFISI. Trenerem pozostaje Paolo Bernardi. Skoczkom jako asystenci będą pomagali Arrigo Della Mea i Walter Cogoli. Podczas tego sezonu nie będzie kadry żeńskiej.

### Mężczyźni

#### Kadra A
- Davide Bresadola

#### Kadra B
- Federico Cecon
- Roberto Dellasega
- Alex Insam
- Daniele Varesco

#### Kadra C
- Zeno Di Lenardo

#### Team FuturFISI
- Alessio Longo
- Kevin Rosenwirth
- Joy Senoner

## Kadra na sezon 2014/2015
Na stanowisku trenera włoskich skoczków Jakub Jiroutek został zastąpiony przez Paolo Bernardiego. W reprezentacji znalazło się 8 skoczków w 2 kadrach męskich i 5 skoczkiń w 3 kadrach żeńskich.

### Mężczyźni

#### Kadra A
- Davide Bresadola
- Sebastian Colloredo
- Roberto Dellasega
- Andrea Morassi

#### Kadra B
- Federico Cecon
- Diego Dellasega
- Zeno Di Lenardo
- Daniele Varesco

### Kobiety

#### Kadra narodowa
- Evelyn Insam
- Elena Runggaldier

#### Kadra A
- Lisa Demetz
- Manuela Malsiner

#### Kadra B
- Veronica Gianmoena

## Kadra na sezon 2013/2014
W reprezentacji znalazło się 13 mężczyzn w 4 kadrach i 6 kobiet w 3 kadrach.

### Mężczyźni

#### Kadra A
- Sebastian Colloredo

#### Kadra B
- Davide Bresadola
- Diego Dellasega
- Roberto Dellasega
- Andrea Morassi

#### Kadra C
- Federico Cecon
- Zeno Di Lenardo
- Alex Insam
- Daniele Varesco

#### Juniorzy
- Alessio Longo
- Manuel Longo
- Andrew Lunardi
- Joy Senoner

### Kobiety

#### Kadra A
- Lisa Demetz
- Evelyn Insam
- Elena Runggaldier

#### Kadra B
- Roberta D'Agostina
- Manuela Malsiner

#### Kadra C
- Veronica Gianmoena

## Kadra na sezon 2012/2013
W męskiej reprezentacji znalazło się 9 zawodników w 3 kadrach, zaś w żeńskiej 6 zawodniczek w 3 kadrach.

### Mężczyźni

#### Kadra A
- Sebastian Colloredo
- Davide Bresadola
- Andrea Morassi

#### Kadra B
- Alessio De Crignis
- Diego Dellasega
- Roberto Dellasega
- Michael Lunardi

#### Kadra juniorów
- Federico Cecon
- Zeno Di Lenardo

### Kobiety

#### Kadra A
- Lisa Demetz
- Evelyn Insam
- Elena Runggaldier

#### Kadra B
- Roberta D'Agostina
- Manuela Malsiner

#### Kadra C
- Veronica Gianmoena

## Kadra na sezon 2011/2012
Głównym trenerem koordynującym pracę reprezentacji włoskich skoczków pozostał Roberto Cecon, który stanowisko to zajmuje od 2006. 

### Drużyna PŚ
- Davide Bresadola
- Sebastian Colloredo
- Andrea Morassi

### Kadra A
- Diego Dellasega
- Roberto Dellasega

### Kadra B
- Federico Cecon

### Kadra C
- Zeno Di Lenardo

### Grupa wsparcia dla kadry A
- Alessio De Crignis
- Michael Lunardi

### Grupa młodzieżowa
- Giacomo Marcocig
- Thomas Tagliaro

## Kadra na sezon 2010/2011
Głównym trenerem koordynującym pracę reprezentacji włoskich skoczków pozostał Roberto Cecon, który stanowisko to zajmuje od 2006. Kadrą A zajmuje się Jakub Jiroutek, natomiast kadrą B Walter Cogoli.
W kwietniu 2010 włoski sztab szkoleniowy wybrał ośmiu zawodników, którzy weszli w skład kadry narodowej Włoch w skokach narciarskich. Są to:
- Sebastian Colloredo
- Andrea Morassi
- Diego Dellasega
- Roberto Dellasega
- Federico Cecon
- Alessio De Crignis
- Michael Lunardi
- Davide Bresadola (były kombinator norweski)

## Kadra na sezon 2009/2010
W sezonie 2009/2010 trenerem włoskiej kadry A był dawny skoczek narciarski – Roberto Cecon.

### Kadra A
- Sebastian Colloredo
- Andrea Morassi

### Kadra B
- Marco Beltrame
- Alessio De Crignis
- Diego Dellasega
- Roberto Dellasega
- Michele Liva
- Michael Lunardi
- Simone Morassi

## Byli włoscy skoczkowie
- Giacomo Aimoni
- Luigi Bernasconi
- Alessio Bolognani
- Mario Bonomo
- Davide Bresadola
- Mario Cavalla
- Roberto Cecon
- Stefano Chiapolino
- Sebastian Colloredo
- Mario Corti
- Zeno Di Lenardo
- Bruno Da Col
- Ingenuino Dallago
- Alessio De Crignis
- Bruno De Zordo
- Dino De Zordo
- Diego Dellasega
- Roberto Dellasega
- Luigi Faure
- Beniamino Gally
- Paolo Kind
- Antonio Lacedelli
- Michael Lunardi
- Ivan Lunardi
- Virginio Lunardi
- Enrico Moiso
- Andrea Morassi
- Domenico Patterlini
- Ivo Pertile
- Carlo Pinzani
- Luigi Pennacchio
- Massimo Rigoni
- Paolo Rigoni
- Igino Rizzi
- Sandro Sambugaro
- Lido Tomasi
- Aldo Trivella
- Massimo Vellar
- Vitale Venzi
- Luciano Zampatti
- Nilo Zandanel (jedyny w historii Włoch, który był rekordzistą świata w długości skoku narciarskiego)
- Ernesto Zardini

## Trenerzy reprezentacji Włoch
lista niepełna
- Hans Wallner (?–?)
- Hannu Lepistö (1985–1992)
- Hannu Lepistö (1998–1999)
- Gianfranco Oballa (1999?–2004)
- Hannu Lepistö (2004–2006)
- Roberto Cecon (2006–2009)
- Jakub Jiroutek (2009–2014)
- Paolo Bernardi (2014–2015)
- Walter Cogoli (2015–2016)
- Łukasz Kruczek (2016–2019)
- Andrea Morassi (2019–2022)
- David Jiroutek (2022–2023)
- Jakub Jiroutek (od 2023)